# 81. (zahodnoafriška) divizija (Združeno kraljestvo)
81. (zahodnoafriška) divizija (angleško 81st (West Africa) Division) je bila pehotna divizija britanske kopenske vojske, sestavljena iz zahodnoafriških vojakov, ki je sodelovala v burmanski kampanji druge svetovne vojne.

## Zgodovina
Potem, ko je bila ustanovljena 1. marca 1943, je bila 14. avgusta istega leta premeščena v Indijo; divizijska 3. (zahodnoafriška) brigada je bila dodeljena činditom, medtem ko je preostanek divizije sodeloval v drugi arakanski kampanji.
31. avgusta 1945 je bila divizija poslana nazaj v Afriko, kjer je bila razpuščena.

## Organizacija
1. februar 1944
- 3. (zahodnoafriška) pehotna brigada
- 5. (zahodnoafriška) pehotna brigada
- 6. (zahodnoafriška) pehotna brigada